# Vitimização secundária
Vitimização secundária (ou revitimização pós-ocorrência ou dupla revitimização) refere-se à intensificação da culpabilização da vítima por parte das autoridades do sistema de justiça criminal, após a denúncia de uma vitimização original.

## Prevalência
As taxas de vitimização nos Estados Unidos são elevadas, com cerca de 5,7 milhões de indivíduos tendo experimentado pelo menos uma vitimização em 2016. Considerando que estes são casos de infrações criminais, as taxas registradas de vitimização violenta são desproporcionalmente baixas. Menos da metade (42%) denuncia qualquer crime violento com uso ou ameaça real de força, como agressão física, agressão (bateria) ou delitos envolvendo armas. Além disso, menos de um quarto (23%) comunica à polícia casos de estupro, abuso infantil ou agressão sexual. Ademais, dentre os relatos de agressão sexual ou estupro, cerca de metade descreve a experiência como perturbadora, frustrante e inútil. Apesar dos esforços para aumentar as denúncias criminais de vitimização, as autoridades e os agentes do sistema de justiça frequentemente desconsideram as experiências violentas dos indivíduos e deixam de tomar as medidas legais e interpessoais necessárias.

## Vulnerabilidade
Quando instituições ou integrantes do sistema de justiça criminal deixam de apoiar o indivíduo vitimizado, as vítimas tornam-se vulneráveis à revitimização secundária. Enquanto a forma apropriada e legal de responder à vitimização primária é denunciar o ocorrido, as autoridades frequentemente negam, não acreditam ou culpam a vítima (Campbell & Raja, 1999; Campbell & Raja, 2005). Em contrapartida, até 90% das vítimas relatam ter experimentado reações sociais negativas, chegando a caracterizar o incidente como um “segundo estupro” ou “segunda agressão”.
Pesquisas sugerem que as vítimas de violência ou agressão sexual são as que têm menor probabilidade de receber apoio ou recursos após a denúncia. Isso pode ocorrer devido à suposta falta de evidências, ao estigma social e ao desconforto geral ao lidar com incidentes de natureza sexual.
Em um estudo com vítimas de estupro que enfrentavam processo por conta da agressão, aquelas que sentiram que seus detetives responderam com empatia e compreensão foram mais propensas a prosseguir com a acusação, sentiram que suas experiências eram importantes e que seus casos mereciam ser ouvidos. Respostas empáticas e de apoio por parte das autoridades podem, potencialmente, melhorar a saúde mental e física dos sobreviventes de estupro, além de aumentar as taxas de denúncia e reduzir as atitudes julgadoras dentro do sistema de justiça criminal. Por ser um assunto sensível para todas as partes, os profissionais do sistema de justiça podem evitar, ignorar ou interpretar publicamente de maneira equivocada suas opiniões sobre a situação, numa tentativa de se distanciar ou lidar com contextos perigosos e desconfortáveis. Estudos sugerem que tais equívocos por parte do sistema podem agravar ainda mais a saúde mental dos indivíduos e comprometer a segurança social. Essa situação poderia ser combatida por meio de perspectivas acolhedoras e não acusatórias, que contribuam para a precisão nos relatos de violência sexual. Vários autores especulam que a abordagem de apoio das autoridades beneficia a vítima e promove um mundo mais justo. Dessa forma, vítimas anteriores poderão, futuramente, denunciar e buscar os recursos adequados.
Aqueles que foram expostos a uma vitimização traumática são suscetíveis a experimentar a revitimização. Se necessidades sociais como empatia, apoio e compreensão não forem atendidas, os indivíduos estão propensos a esse fenômeno. Embora qualquer pessoa que tenha passado por vitimização esteja suscetível à revitimização, as taxas de prevalência são significativamente maiores em algumas populações. Isso inclui mulheres, crianças, minorias raciais e sexuais, e aquelas que sofrem agressão sexual por parte de um conhecido ou de um desconhecido. Ademais, aqueles que vivenciam determinados tipos de violência têm uma probabilidade aumentada de experimentar revitimização, o que inclui agressão física, agressão sexual e violência doméstica. Notavelmente, as vítimas de estupro estão no maior risco de revitimização por parte do sistema de justiça criminal, sendo que cerca de metade das que denunciam descrevem o processo como angustiante.

## Denúncia de vitimização
Como consequência da Rejeição social e das insensibilidades em reconhecer o trauma ou a violência, os indivíduos tendem, cada vez mais, a não denunciar os crimes. Isso pode ser prejudicial à saúde mental das vítimas, pois a violência sexual frequentemente se repete e o fato de não denunciar contribui para a manutenção de um ciclo contínuo de abuso. A experiência de violência está associada a desfechos negativos para a saúde mental e física, incluindo vergonha, desregulação emocional, estresse psicológico, perda de recursos e patologias na saúde mental. Em uma meta-análise sobre a vitimização por agressão sexual e a psicopatologia, observou-se um efeito de tamanho médio – o efeito global foi moderado mesmo após o controle por diversos diagnósticos de saúde mental, incluindo depressão, ansiedade, ideação suicida, transtornos alimentares e abuso de substâncias. Isso indica que a vitimização por agressão sexual está significativamente relacionada ao sofrimento psicológico, mesmo depois de considerados outros sintomas associados. Ademais, mulheres que vivenciam revitimização têm maior probabilidade de apresentar implicações negativas tanto para a saúde física quanto para a saúde mental, e ainda tendem a não procurar serviços ou tratamentos. Considerando que esses indivíduos provavelmente se encontram em situação delicada, as pressões para denunciar são cognitivamente extenuantes. Denunciar um crime, especialmente os de natureza sexual, implica um nível adicional de vulnerabilidade. Quando as vítimas se deparam com reações hostis, elas acabam sendo desencorajadas a prosseguir com a denúncia. Isso não afeta apenas o indivíduo, mas também a sociedade, na medida em que os agressores passam a ter permissão para continuar cometendo crimes e abusos. Como consequência da culpabilização da vítima e de outras atitudes negativas em relação às vítimas, as taxas de denúncias de abusos criminais permanecem baixas, enquanto o sofrimento das vítimas é elevado.

## Interações com o sistema de justiça criminal
Apesar das altas taxas de revitimização, os índices de denúncia são baixos. Não é incomum que os profissionais do sistema de justiça desencorajem as vítimas de processarem seus casos de agressão sexual, devido a comportamentos de culpabilização da vítima e à desvalorização das experiências traumáticas relatadas. Um caso que gera grande controvérsia no sistema de justiça criminal é a denúncia de crimes violentos cometidos contra o parceiro íntimo. Mulheres que denunciam estupro praticado por um parceiro íntimo são consideradas menos credíveis pelo sistema, e os agentes da lei tendem a incentivar o abandono do caso. Padrões sociais que impõem a obediência ao parceiro íntimo e que, consequentemente, alimentam a cultura do estupro estão presentes no sistema de justiça criminal. Apesar de se tratar de um crime legalmente denunciado, as vítimas frequentemente são rejeitadas, sentindo-se alienadas, sem esperança e indignas, e dispõem de poucas opções de recursos além do próprio sistema.

## Memória fragmentada
Uma possível explicação para o fato de o sistema de justiça criminal não acreditar em muitas vítimas reside na memória fragmentada destas. Não é incomum que as vítimas de abuso sexual também tenham sofrido uma lesão cerebral traumática ou apresentado outras reações neurobiológicas decorrentes da agressão. Em seu trabalho, Campbell explica como alterações moleculares ocorrem em resposta ao trauma e de que maneira isso pode influenciar discrepâncias nos relatos e nas recordações do evento por parte das vítimas. Após um incidente traumático, mudanças químicas no cérebro afetam a codificação e o processamento da memória